# Caconda
Caconda és un municipi de la província de Huíla a Angola. Té una extensió de 4.715 km² i 159.908 habitants segons el cens de 2014. Comprèn les comunes de Caconda, Gungui, Uaba i Cusse. Limita al nord amb els municipis de Ganda i Longonjo, a l'est amb els municipis de Caála i Chipindo, al sud amb el municipi de Chicomba i a l'oest amb el municipi de Caluquembe.
Fundat el 1857, fins a final del segle xix fou una posició avançada colonial. Caconda té un lloc en la història de la zoologia, perquè va ser en aquesta regió que el naturalista i explorador portuguès José Alberto de Oliveira Anchieta (1833–1897) va dur a terme la major part de la seva obra. Va morir el 1897 a Caconda, quan tornava d'una expedició.
Caconda es va veure greument afectada per la Guerra Civil angolesa. És una zona extremadament pobre, amb una taxa de més del 20% de malnutrició i moltes famílies viuen de l'agricultura de subsistència. Un gran nombre de persones va ser desplaçada durant la guerra civil. El programa de socors de les Nacions Unides i el Programa Mundial d'Aliments han estat essencials per fer front a la catàstrofe humanitària.